# S-400 (ミサイル)

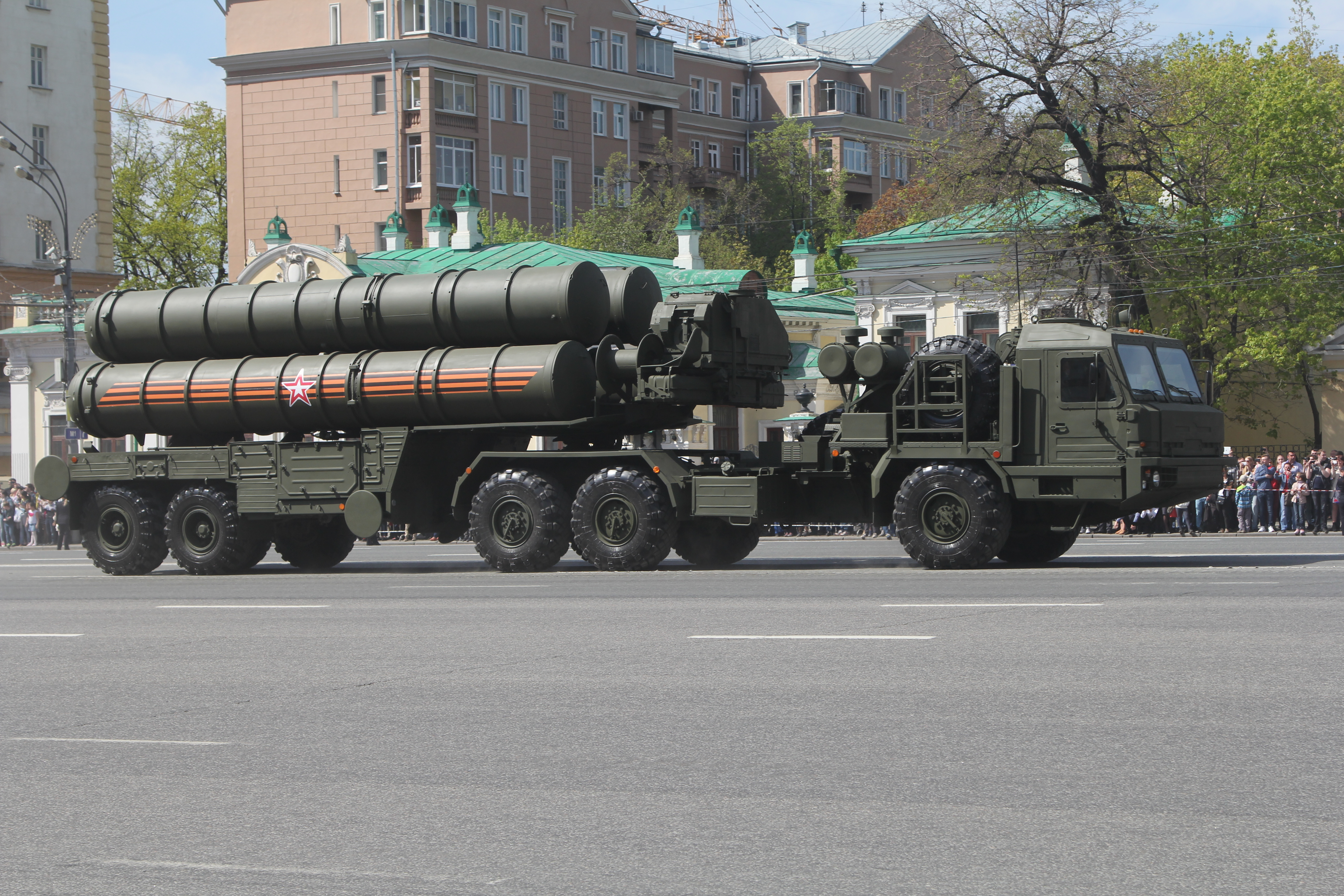
S-400のTEL車両（2015年5月9日のモスクワ戦勝記念日記念パレードの際の撮影

S-400 「トリウームフ」（ロシア語: C-400 «Триумф»、NATOコードネーム：SA-21 「グラウラー」）は、ロシア連邦で開発された、同時多目標交戦能力を持つ超長距離地対空ミサイルシステムである。
「トリウームフ」の意味は「大勝利」。

## 概要
Almaz-Anteyにより、S-300 の改良型として開発された。ロシア連邦軍が最初に採用している。以前は S-300PM3 （С-300ПМ3）もしくは S-300PMU3 （С-300ПМУ3）として知られていた。
このミサイルシステムは性能で従来のS-300シリーズを凌駕し、またアメリカ合衆国のパトリオットミサイルに比べ少なくとも二倍の有効射程を誇るとも言われている。
S-400は400km先にある80個の目標に対する同時処理能力を有しており、高次元の対ステルス戦能力も備えているとされる。
S-400はS-300Pシリーズ用のミサイルが運用可能の他、9M96系列、48N6系列、40N6という3種類のミサイルを運用する。
9M96系列は短～中距離用で、元はS-300PMU2用に開発されたもので、弾道ミサイルへの限定的な対処能力がある。9M96E1と9M96E2があり、9M96E1は重量333kg、射程40km。9M96E2は重量420kg、射程120km。小型で48N6用キャニスター1本に9M96が4本入る。パトリオットミサイルPAC-3と類似点が多く、サイドスラスターを装備しており、目標突入時にサイドスラスターの噴射で弾体を直接制御するモードを備える。
48N6系列は中～長距離用で、最新型の48N6DMが開発されている。
40N6は長～超長距離用で、超水平線（OTH）攻撃を可能とするセンサーとデータリンクシステムを搭載し、航空機、巡航ミサイル、そして弾道弾迎撃ミサイル制限条約の効力で縛られるため限定的だが、射程350km、秒速4.8kmまでならば弾道ミサイルにも対処可能である。
S-400は将来的にはS-500シリーズによって代替される予定である。

## 開発
S-400システムの開発は1990年代末から開始された。ロシア空軍による正式発表は1999年1月。同年の2月12日にアストラハンのカプースチンヤールで行われた初試験が成功。この成功によってS-400は2001年の配備が決定した。
しかし同年、計画は事故により延期に直面する。2003年に配備への準備が整ったと明らかにされたが、しかし八月に二人の上級参謀によってS-400は陳腐化したS-300Pを用いた試験ではまだその段階には無いとの発表がなされた。
最終的に、開発終了は2004年2月だとされる。また同年4月に新型迎撃ミサイル48N6DMを用いた試験で弾道弾迎撃に成功した。

## 配備
標準的なS-400装備の大隊は8機の発射機と32発のミサイル、移動司令部から構成される。将来的には23個師団にそれぞれ8から12機のS-400を2015年までに調達すると計画されている。
2007年8月6日、ロシアのテレビ報道はS-400を装備した最初の連隊がモスクワ州のエレクトロスターシ近郊で活動を開始したと報じた。ロシアの情報では、この連隊は特別目的コマンド（Special Purpose Command）、第1防空軍軍団、第9防空軍師団、第606"ゼニス"ロケット連隊であるとされ、モスクワと中央工業地帯の防衛を担っている。
2008年2月8日、ウラジーミル・スヴィリードフ中将はロシア軍は北西においてS-300をさらに進化したS-400で代替すると発表した。これはロシアは彼らの弾道ミサイル防衛システムの主要要素を2020年頃までS-400に担わせることを計画していることを意味した。
2009年8月26日、ロシアの高級将校は北朝鮮のミサイル実験への対抗処置としてロシア極東にS-400を配備すると発言した。2017年12月22日に、ウラジオストクで運用が開始された。ロシア極東ではウラジオストク近郊のほかカムチャッカ半島、ハバロフスク、ユジノサハリンスク近郊に配備されている。 
2015年11月25日、ロシア連邦航空宇宙軍によるシリア空爆で起きたロシア軍爆撃機撃墜事件を受けてシリアへの配備をロシア軍が発表し、12月にラタキアのフメイミム空軍基地で運用が開始された。

## 輸出
S-400は海外にも輸出されており、2014年に契約した中国はS-400の最初の購入国となった。
2016年6月、ベラルーシに二個大隊分のS-400システムが無償で供給された。
2018年6月、カタールがミサイル購入に意欲を示したことに対し、隣国で対立関係にあるサウジアラビアが反発。サルマン国王は、フランスに仲介を求める書簡を送り、配備が行われた場合、武力介入を辞さない意思を表明した。
2018年9月、アメリカはSu-35とS-400を購入した中国共産党中央軍事委員会装備発展部に対して、ロシアなどに適用されている対敵対者制裁措置法を発動し、「他の国にもロシアとの取引を再考させるだろう」とした。中国の『環球時報』は2018年12月25日、48N6E型による極超音速ミサイル迎撃試射が成功したと報道した。
2018年10月、インドはロシアからS-400を購入する契約を締結した。
2019年7月12日、トルコのS-400の第1次納品8セットのうち、6セットが首都アンカラ近郊のマーテド基地に空輸で搬入された。7月17日、アメリカはトルコのS-400の購入を受けてF-35の売却とトルコ軍パイロットの訓練を凍結し、部品約900点を供給するトルコ企業も2020年3月で製造を打ち切り排除する制裁措置を行った。
2019年10月、ヴァルダイ・クラブでロシアのウラジーミル・プーチン大統領は「最高機密だが、隠していても何れ明らかになる」として米露のみが有していた弾道ミサイル早期警戒システム（BMEWS）の中国での構築を支援していることを発表し、このシステムはロシアから購入したS-400と連結するとも報じられた。

## ミサイル

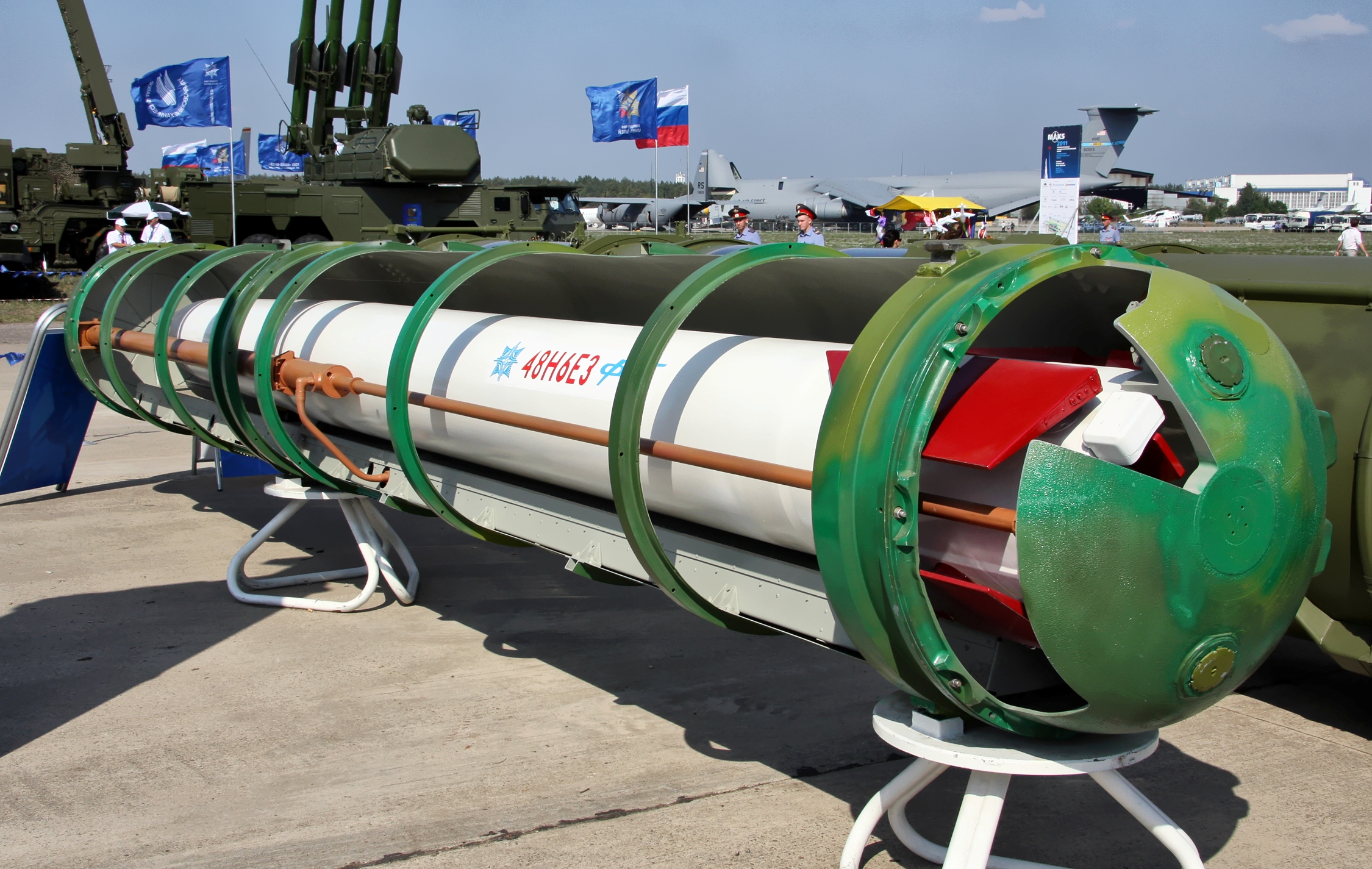
S-400が使用する48N6E3ミサイル。

- S-400は400km先の空中目標の迎撃を想定している[2]。
- 弾道ミサイル防衛能力は弾道弾迎撃ミサイル制限条約によって制限されるギリギリの能力を有する。
- ロシアの軍事情報に精通するCarlo Kopp氏はS-400の先進的なレーダーシステムは低RCS目標へも十分な性能を有すると主張している[29][30]。
- レーダー探知距離は将来的に500～600kmへもなるとの説もある[2]。

## 運用国
- ロシア - 2009年の時点で2個大隊、2010年には5個大隊以上が配備。
- ベラルーシ - 2016年に配備[18]。
- 中国 - 2018年に配備[31]。
- インド - 2024年時点で、インド空軍が24システムを保有[32]。
- トルコ - 2019年に配備[33]。